# Dịch vụ Phát hàng thu tiền hộ
COD là dịch vụ Phát hàng thu tiền hộ nằm trong nhóm các dịch vụ mua hàng qua bưu điện (Cash On Delivery hay Collect On Delivery). Nó là sự kết giữa dịch vụ bưu gửi và dịch vụ chuyển tiền.